# Diya (socken)
Diya (kinesiska: 底雅, 底雅乡) är en socken i Kina. Den ligger i den autonoma regionen Tibet, i den sydvästra delen av landet, omkring 1 200 kilometer väster om regionhuvudstaden Lhasa. Antalet invånare är 789. Befolkningen består av 429 kvinnor och 360 män. Barn under 15 år utgör 27,0 %, vuxna 15-64 år 66 %, och äldre över 65 år 5,0 %.
Genomsnittlig årsnederbörd är 891 millimeter. Den regnigaste månaden är augusti, med i genomsnitt 156 mm nederbörd, och den torraste är november, med 22 mm nederbörd.